# Jowo Rinpoche

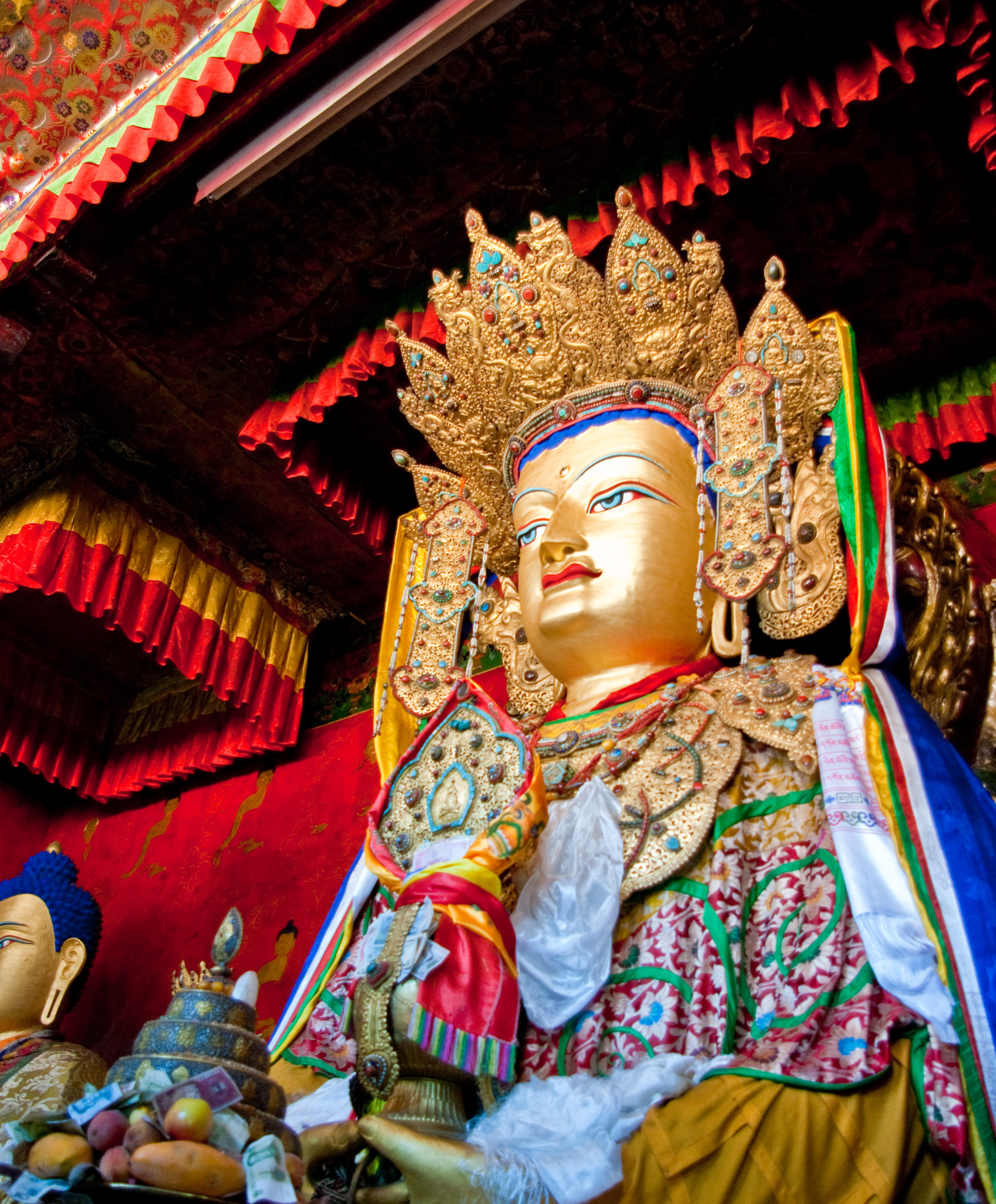
Jowo Mikyö Dorje Ramoche-Tempel

Jowo Rinpoche (tib.: jo bo rin po che; auch: Jowo Shakyamuni; „Kostbarer Herr“) ist der Name einer 1,5 Meter hohen vergoldeten Bronzestatue, die den Buddha Siddhartha Gautama als zwölfjährigen Prinzen darstellt. Sie wird im Jokhang-Tempel in Lhasa verehrt und gilt als eine der heiligsten Statuen Tibets.

## Geschichte
Einer Tradition zufolge wurde die Statue noch zu Lebzeiten Buddhas von der Gottheit Visvakarman nach dem Rat Indras geschaffen und gelangte später von Indien nach China. Die chinesische Prinzessin Wen Cheng soll sie dann im 7. Jahrhundert aus Anlass ihrer Vermählung mit Songtsen Gampo als Mitgift nach Lhasa gebracht und auch den Ort ihrer Aufstellung ausgewählt haben. 
Nach einer von Giuseppe Tucci aufgefundenen Quelle soll die Originalstatue im Jahr 1717 beim Einfall der Dsungaren zerstört worden sein, in welchem Fall die heute verehrte Statue als Nachbildung zu betrachten wäre.